# L'Enfant prisonnier
Pour plus de détails, voir Fiche technique et Distribution.
L'Enfant prisonnier est un court métrage français réalisé par Jean-Michel Carré et sorti en 1976.

## Fiche technique
- Titre : L'Enfant prisonnier
- Réalisation : Jean-Michel Carré, assisté de Gabriel Auer et Alain Guesnier
- Scénario : Jean-Michel Carré et Rodolphe Jacquette
- Musique : Jean Ferrat
- Son : Gérard Barra
- Montage : Hélène Sautreau
- Production : Les Films Grain de sable
- Pays d'origine :  France
- Durée : 22 minutes
- Date de sortie : France - mai 1976 (présentation au festival de Cannes)

## Distribution
- Alain Janey
- Philippe Bulté
- Quentin Poindron
- Claire Deluca
- Noëlle Frémont
- Jean-Marc Houzet
- Jean-Pierre Moulin

## Distinctions
- Festival de Cannes 1976 : sélection de la Quinzaine des réalisateurs[1]
- César du meilleur court métrage de fiction 1977 (nomination)[2]